# Didier Gircourt
 (août 2009).
Si vous disposez d'ouvrages ou d'articles de référence ou si vous connaissez des sites web de qualité traitant du thème abordé ici, merci de compléter l'article en donnant les références utiles à sa vérifiabilité et en les liant à la section « Notes et références ».
Didier Gircourt est un comédien français.

## Biographie
Connu en qualité de comédien de doublage et voix off, il s'est illustré dans de nombreuses productions télévisuelles, radiophoniques et publicitaires.
Didier Gircourt commence sa carrière au début des années 1990 sur TF1. À peine âgé de 21 ans, il devient le plus jeune comédien voix engagé pour interpréter les textes d'auto-promotion d'une chaîne hertzienne. Aux côtés de Jean-Luc Reichmann, (1989-1995/2000-2001) de Julie Bataille, (1984-1993) d’Isabelle Benhadj, (1989-2008) de Benoît Allemane (1984-1994/2000-2001) et de Smicky, (1988-1991/1992-1995) son timbre medium, un brin juvénile, intervient tout au long de la journée, durant toute la décennie, sur la première chaîne, à une époque où celle-ci remplace elle aussi ses speaker[in(e)]s par de simples voix-off. Parallèlement, il poursuit des études littéraires à la Sorbonne, ainsi que des études théâtrales. Il obtient une Maîtrise de Littérature générale et comparée.
Il est, à la même période, casté par TELEMA (Étienne Chatiliez), participant alors à plusieurs de ses films de pubs ("L'essentiel est dans Lactel", "Pim's de Lu"...). Quelques années plus tard, il rejoindra le casting de son long-métrage La confiance règne .
En 1994, les enregistrements se multiplient. Il prête sa voix aux habillages et bandes annonces de chaînes nationales, on peut également l'entendre dans de nombreuses campagnes publicitaires,.
En 1996, il est contacté par le producteur artistique Yves le Rolland pour rejoindre la famille des Guignols de l'info en direct sur Canal+. La même année, Didier devient la voix de la chaîne Monte Carlo TMC, Il est également chargé de la conception et de la rédaction des messages d'auto-promotion. Choisi pour devenir la voix de la chaîne RTL TVI, il entame une collaboration de plusieurs années avec le Groupe RTL en Belgique et au Luxembourg (Villa Louvigny, puis Kirchberg).
Sa voix est également utilisée pour de nombreux services téléphoniques. Il accueillera entre autres les correspondants du « 12 » (les renseignements), jusqu'à la fermeture du service.
En 2002, il devient la voix antenne de la chaîne Eurosport. La même année il est engagé pour apporter une nouvelle identité vocale à la chaîne jimmy. Voix antenne de la chaîne du Groupe Canal+, il participe également à la conception rédaction des bandes annonces.
Entre 2001 et 2006, Didier Gircourt  présente deux fois par semaine le tirage du Loto et du Super Loto, en direct sur France 2.
Il est également la voix française de plusieurs « icônes » de la publicité, telles que Ronald McDonald et Malabar. Côté publicité, Didier est engagé pour des interprétations de plus en plus larges  Canon, l'Oréal, Mexx,. Il prête sa voix à la signature de Quick, "Nous c'est le goût".
Il participe à plusieurs longs métrages, dont La petite Lili  de Claude Miller, et Qui perd gagne, de Laurent Bénégui. Il prête également sa voix à de nombreux documentaires.
Didier intervient dans de nombreuses émissions télévisées (voix/ présentation) dont 30 Millions d'Amis, sur France 3. Pendant 3 ans, en alternance avec China Moses, il présente le journal people décalé Crispy news, sur MTV.
Il participe à l'habillage TV des chaînes Europe 2 TV, puis Virgin 17.
En 2010, il est engagé par Walt Disney Television pour prêter sa voix aux chaînes Disney Cinemagic, Disneynature TV, ainsi que pour les publicités et promos de The Walt Disney Company France.
En 2014, il devient la voix de la chaîne D17, puis celle de CStar jusqu'en 2017. Il continue néanmoins à officier en tant que voix off du Top France sur cette dernière.
En mai 2015, il devient la voix off masculine francophone de Disney Cinema jusqu'à sa fermeture en 2020.
À partir de 2018, après 30 Millions d'amis, il devient la voix de l'émission Animaux à adopter, nouvelle famille pour une nouvelle vie sur la chaîne C8.
En 2021, sa voix est choisie pour les publicités et bandes annonces de Disney+ / Star en France.